# Pjotr Petrowitsch Konownizyn

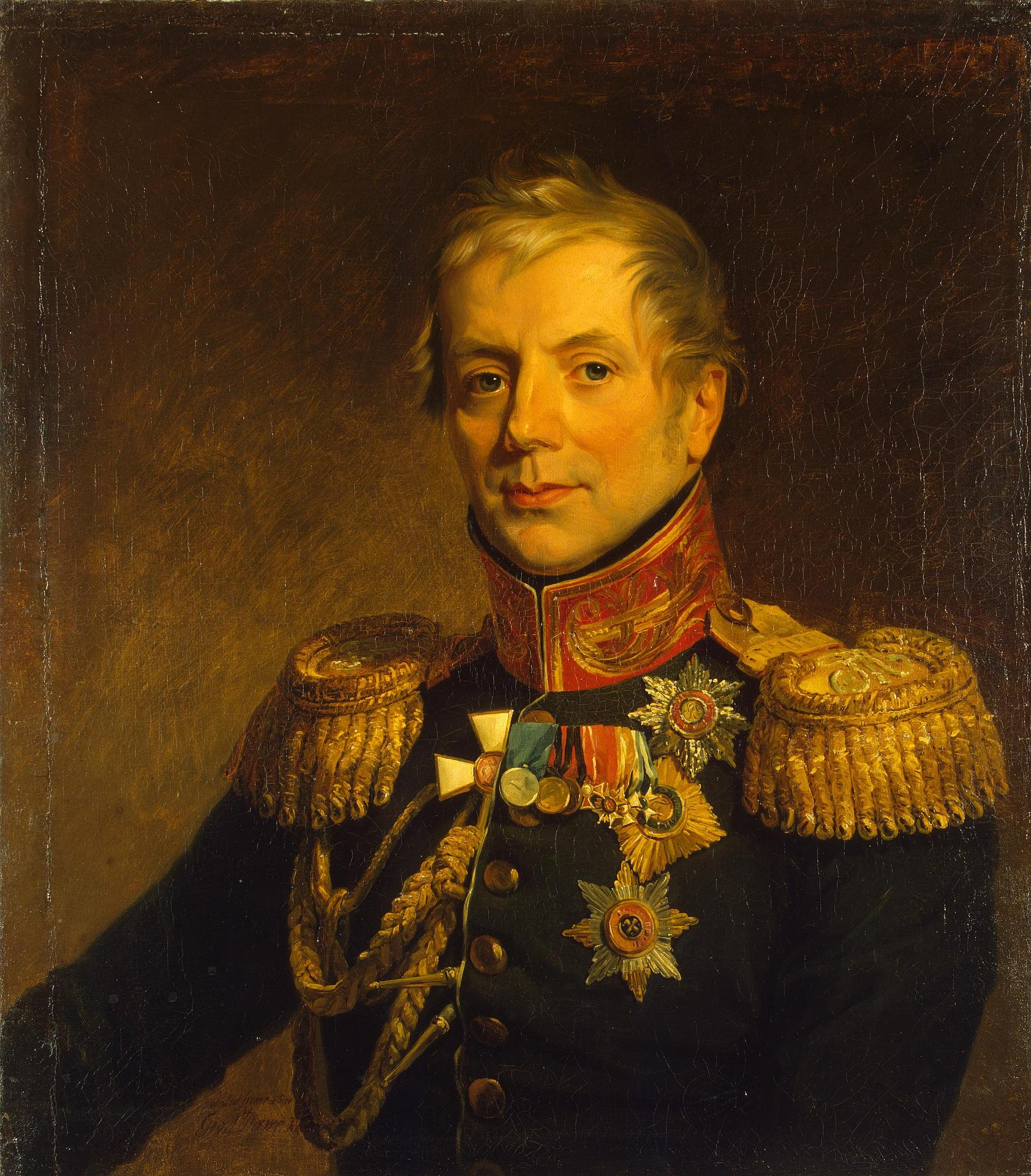
Pjotr Petrowitsch Konownizyn

Pjotr Petrowitsch Konownizyn (russisch Пётр Петрович Коновницын, seit 12. Dezember 1819 Graf Konownizyn; * 28. Septemberjul. / 9. Oktober 1764greg. in Pskow, Gouvernement Nowgorod; † 28. Augustjul. / 9. September 1822greg. in Sankt Petersburg) war während der napoleonischen Kriege ein Korpsführer, General der Infanterie (1817) sowie von 1815 bis 1819 Kriegsminister des Russischen Reiches.

## Leben
Sein gleichnamiger Vater war der General und Gouverneur von St. Petersburg, zuletzt Militärgeneralgouverneur von Olonez und Archangelsk, die Mutter war Anna Jeremejewna Rodzianko.
Schon 1770 wurde er bei der Artillerie und für das Ingenieurkorps, dem späteren 2. Kadettenkorps eingeschrieben. Pjotr wuchs zu Hause auf und erhielt für diese Zeit eine hervorragende Ausbildung. 1774 wurde er für das Semenowsker-Regiment der Leibgarde angemeldet und begann ab Januar 1785 seinen aktiven Dienst. Im Jahr 1786 schloss Pjotr Konownizyn das Kadettenkorps ab – erhielt den Rang eines Fähnrichs und zwei Jahre später wurde er zum Leutnant befördert. Pjotr Konownizyn erhielt eine ausgezeichnete allgemeine und militärische Ausbildung und nahm am Russisch-Schwedischen Krieg von 1788–1790 teil. Nach dem Krieg mit Schweden wurde Konownizyn im Juni 1791 „als Premierleutnant in das Semenowsker-Regiment entlassen“. Zu dieser Zeit ging der zweite russisch-türkische Krieg unter Katharina II. zu Ende und der Sohn flehte seinen Vater an, ihm bei der Versetzung von der Hauptstadtgarde in die aktive Armee behilflich zu sein. Der Vater fragte bei seinen alten Freund, dem Generalfeldmarschall Fürst Potjomkin nach, der seinen Sohn im Hauptquartier der Moldauischen Armee unterbrachte. Zu dieser Zeit wurde im Hauptquartier der Posten eines „Generaladjutanten“ der Schwarzmeerflotte frei, und Pjotr Konownizyn wurde mit Zuweisung im Rang eines Oberstleutnants zur Marine berufen. Der Stabsoffizier hatte aber keine Möglichkeit mehr, an den Feindseligkeiten gegen die Türken teilzunehmen, da der Krieg vorher zu Ende gegangen war. Als Oberstleutnant konnte er aber am Abschluss des Friedens von Jassy mitwirken, wobei es zu vielen nützlichen Kontakten mit Generälen und Diplomaten kam.
Konownizyn beteiligte sich von 1792 bis 1794 an der Niederschlagung des polnischen Aufstands unter der Führung von Tadeusz Kosciuszko und befehligte das Musketierregiment von Stary Oskol. Für seine Tapferkeit in der Schlacht von Slonim wurde ihm am 15. September 1794 der St.-Georgs-Orden 4. Klasse verliehen. Im Herbst 1797 wurde der 32-jährige Konownizyn durch den königlichen Erlass von Paul I. zum Generalmajor befördert und zum Chef des Kiewer Grenadierregiments ernannt. Im März des folgenden Jahres übertrug ihn der Zar das Kommando des Uglitzker-Musketier-Regiments, und im November 1798 entließ er den 35-jährigen General vollständig „aus dem Dienst“.
Pjotr Petrowitsch verbrachte die folgenden acht Jahre im Ruhestand abseits der Hauptstadt. Er heiratete und ließ sich in Kjarowo nieder, in er Bezirk Gdow, in der wo er sich um die Instandsetzung des Familienhauses kümmerte.
Pjotr Petrowitsch legte zusammen mit seiner Frau Anna Iwanowna Korsakowa (1769–1841) einen Park und Garten an. Die Kinder der Konownizyns werden alle in Kjarowo geboren: Elisabeta (1802), Pjotr (1803), Iwan (1806), Grigori (1809) und Alexei (1812). Er beschäftigte sich in dieser Zeit mit Selbstbildung, las viel, insbesondere Bücher über Militärwissenschaft und Militärgeschichte. Er befasste sich besonders mit Mathematik, für die er seit seiner Kindheit eine Vorliebe hatte.
Konownizyn kam in den militärischen Dienst zurück, nachdem Alexander I. im November 1806 das höchste Manifest über die Zusammenstellung einer provisorischen Miliz unterzeichnet hatte. Der reaktivierte Generalmajor wurde vom St. Petersburger Adel zum Anführer der Miliz der Provinz-Semstwo gewählt. Konownizyn rekrutierte, bewaffnete, rüstete und trainierte in kürzester Zeit vier Schützenbataillone der Semstwo-Miliz aus, die tapfer gegen die Franzosen kämpften. Im November 1807 wurde Konownizyn in das kaiserliche Gefolge aufgenommen und trennte sich danach nicht mehr von seiner Militäruniform. In diesem Jahr wurden ihm 3000 Acres Staatsland und eine Goldmedaille für seine Verdienste im Frühjahrsfeldzug 1807 zugesprochen.
Er hatte bald die Chance, an einem weiteren Krieg teilzunehmen – gegen Schweden um den Besitz Finnlands. Zu Beginn des ausbrechenden Konflikts mit Schweden befehligte er das in Kronstadt stationierte Korps. Im Januar 1808 wurde er zum diensthabenden General im Hauptquartier der Finnischen Armee unter dem Oberbefehl des Generalquartiermeisters Friedrich von Buxhoeveden ernannt. Er überwachte persönlich die Installation und das Abfeuern von Batterien während des Angriffs auf die Festung Svartholm und der Bombardierung der Festung Sveaborg, welche den Finnischen Meerbusen kontrollierte. Er konnte die Schlüssel zu diesen beiden schwedischen Festungen an den Zaren übergeben, wurde in den Rang eines Generalleutnants befördert und erhielt eine mit Diamanten geschmückte Schnupf-Tabakdose mit dem Monogramm Seiner Kaiserlichen Majestät. Er profilierte sich dann durch die Abwehr einer 4000 Mann starken schwedischen Landung unter dem Kommando von General Fegesak, der in der Nähe der Stadt Abo am Kap Alalepso landete. Die Schweden wurden zurückgeschlagen und flohen, verfolgt, bis ans Ufer, zu ihren Schiffen. Bald konnte er sich auch zur See profilieren, wo er Teile der Ruderflottille führte, welche die schwedische Flottille vor der Insel Runsala abwehrte. Die Schweden fanden heraus, dass sich der russische General mit seinem Hauptquartier auf einem verlassenen Herrenhaus auf der Insel Kimito befand. Sie landeten heimlich am Ufer und griffen das Herrenhaus an. Pjotr Petrowitsch hat alle unter Waffen gesetzt, der in seiner Nähe war, und verteidigte sein Hauptquartier erfolgreich im Nahkampf, worauf sich die Schweden zu ihren Schiffen zurückziehen mussten. Während der Schlacht auf der Insel Komito nahmen die Russen zwei feindliche Schiffe ein und 150 Schweden gefangen. Für den Erfolg von Komito wurde Generalleutnant Konownizyn zum zweiten Mal mit dem Orden des Heiligen Georg ausgezeichnet, diesmal in der 3. Klasse.
Zu Beginn des Vaterländischen Krieges von 1812 kommandierte er die 3. Infanterie-Division bei der 1. Westarmee unter Barclay de Tolly. Ihm waren das 3. und die 11. Linienregiment, das Jekaterinburg-Regiment der 23. Infanteriedivision, dass Leibgarderegiment sowie die Dragonerregimenter Ingermanland, Irkutsk, Moskau und Neschin unterstellt, zusammen 8000 Mann und 3000 Reiter. Die französische Kavallerie schoss am Morgen die Außenposten der Russen ab, die sich zu den Hauptstreitkräften zurückzogen. Marschall Murat und der Vizekönig von Italien führten eine Reihe von Angriffen auf die feindlichen Flanken durch, die jedoch erfolglos blieben. Sie wurden mit Bajonett-Gegenangriffen beantwortet. Bonaparte selbst näherte sich um 15 Uhr nachmittags mit neuem Elan dem Schlachtfeld. Nun griffen die Franzosen an allen Fronten an. Die Division von Konownizyn hielten den Ansturm des Feindes den ganzen Tag zurück und sorgten für den Abzug der Hauptkräfte der Armee. Nachdem sie die Aufgabe der Nachhut erledigt hatten, verließen sie die Stellung und gingen entlang der Forststraße in Richtung Witebsk, sodass sich die 1. Westarmee ruhig nach Smolensk zurückziehen konnte. Als Pjotr Petrowitsch die letzten Angriffe der Franzosen abwehrte, wurde er zweimal von Granaten getroffen, seine Uniform wurde durch Splitter einer Granate, die ihn überschüttete, zerrissen, aber der General setzte die Schlacht ruhig fort. Am Tag nach der Schlacht ernannte Kutusow anstelle des tödlich verwundeten M. Tutschchkow Konownizyn, zum Kommandeur des 3. Division. Zeitgenossen würdigten in ihren Memoiren Konownizyns geschickte Führung der Verteidigung von Smolensk am 17. August. A. P. Jermolow, ein Zeuge der heroischen Verteidigung von Smolensk durch Konownizyns Truppen, beschreibt nicht nur den Kampf um die Stadt am linken Dnjepr-Ufer, sondern auch, wie der Korpsführer mit seinem geschickten Vorgehen die Franzosen daran hinderte, auf das rechte Flussufer zu gelangen. Für die tapfere Verteidigung des antiken Smolensk, wurde Konownizyn der Orden des Heiligen Wladimir 2. Klasse verliehen. Diese Auszeichnung erhielt er aber erst am Ende des Krieges von 1812, als die russische Armee über die Staatsgrenze Russlands nach Ostpreußen vorrückte.
Kurz nachdem man Wjasma geräumt hatte, wurde Konownizyn beauftragt, die Nachhut der 1. und 2. Westarmee zu führen, wobei er die Angriffe von Marschall Murat abwehrte und für den Abzug der russischen Truppen nach Borodino sorgte. Auf dem Schlachtfeld von Borodino am 7. September befand sich die 3. Infanteriedivision von Generalleutnant Konownizyn nach Kutusows Disposition im Verband des 3. Korps (Generalleutnant Nikolai Alexejewitsch Tutschkow) auf der äußersten linken Flanke und deckte nahe des Dorfes Utitza die alte Straße nach Smolensk ab. Die Division wurde, nachdem die Hauptrichtung von Napoleons Angriff enthüllt worden war – ins Zentrum geschickt, um Fürst Bagrations Verteidigung zu verstärken. Die Division erreichte die Fleches beim Dorf Semenowskoje, als die dort eingesetzte 2. Grenadier-Division unter General M. S. Woronzow, „bereits ausgeblutet war“. Konownizyns Regimenter gingen sofort zu Bajonettangriffen über. Als der schwer verwundete Fürst Bagration erkannte, dass er die Schlacht nicht mehr führen konnte, übernahm Generalleutnant Konownizyn kurzfristig das Kommando über die 2. Westarmee, bis der Oberbefehlshaber Kutusow den General der Infanterie Dmitri Sergejewitsch Dochturow, zum neuen Befehlshaber am linken Flügel bestimmte.
Als Konownizyn erkannte, dass er das bereits zerstörte Flesche unter dem massiven französischen Feuer nicht länger halten konnte, befahl er seine Truppen, sich auf die Semenower Höhen zurückzuziehen. Es gelang ihm „mit unglaublicher Geschwindigkeit“, dort starke Batterien zu postieren und den weiteren Vormarsch der Franzosen zu stoppen. Es handelte sich um die einzig vernünftige Entscheidung, die es den Truppen ermöglichte, ungerechtfertigte Verluste zu erleiden. Die Angriffe der französischen Kavallerie von Murat und der Kavalleriekorps der Generäle Nansouty und Latour-Maubourg traf die Leibgarde des Ismailowsker-Regiments und die Leibgarde des litauischen Regiments. Bei Borodino wurde Pjotr Petrowitsch zweimal verwundet (am linken Arm und am unteren Rücken), blieb aber bis zum Ende der Schlacht im Feld. General A. P. Jermolow schilderte Konownizyn später als „einen furchtlosen und unternehmungslustigen Offizier, der in der Lage war, seine Untergebenen in der schwierigsten Situation zu entwickeln“.
Mit Schmerzen nahm er den Befehl des Oberbefehlshabers an, Moskau zu räumen, mit dem er sofort abgeschickt wurde, um den Militärgouverneur Rostoptschin zu informieren. Er selbst lehnte die Aufgabe Moskaus kategorisch ab und betrachtete die Übergabe als eine Schande für die Armee und Russland. Im Allgemeinen hatte er immer Einwände gegen jeden Rückzug, genau dort konnten ihn keine Argumente des Oberbefehlshabers überzeugen. Die Generale Osterman und Jermolow stimmten Konownizyn zu, aber Marschall Kutusow übernahm im Alleingang die Verantwortung für den Abzug aus Moskau. Im Feldlager von Tarutino ernannte Kutusow Pjotr Petrowitsch zum diensthabenden General des Armeehauptquartiers. Die Einführung des Postens des diensthabenden Generals führte zu wesentlichen Veränderungen in der Arbeitsorganisation des Hauptquartiers. Der Schwerpunkt der Führung und Kontrolle wurde auf den diensthabenden General Konownitzin verlagert. Alle Befehle des Feldmarschalls begannen durch sein Büro zu laufen, alle Informationen über den Zustand der Truppen, den Fortschritt der Reservebildung und die Ausbildung der Truppen liefen über seine Person.
Bis zum Ende des Vaterländischen Krieges diente Konownizyn als rechte Hand des Oberbefehlshabers. Die Gegenoffensive der russischen Armee war mehr als erfolgreich. Die demoralisierte Grande Armée der Franzosen schmolz vor aller Augen dahin und verlor täglich nicht nur Menschen, Pferde und Kanonen, sondern auch ihre Fähigkeit zum Kampf. Als Smolensk befreit wurde, brachte Pjotr Petrowitsch die besonders verehrte Ikone der Smolensker Muttergottes (Mater Hodegetria) in die Stadt zurück, die zusammen mit seiner 3. Infanteriedivision den langen Kriegsweg zurückgelegt hatte.
Konownizyn, der auch einen Charakterzug zur Philanthropie besaß, kümmerte sich auch im Krieg um menschliches Leid. Einschließlich der Haltung gegenüber einen gefangenen Napoleon, die mit der Entwicklung der Gegenoffensive immer größer wurde. Bezeichnend in dieser Hinsicht ist Konownizyns Brief an den Oberverwalter für Lebensmittelversorgung der Armeen vom 7. November 1812: „Sehr geehrter Herr Wassili Sergejewitsch! Aufgrund der ungewöhnlich hohen Zahl an Gefangenen, die in den letzten Fällen gemacht wurden, hat Seine Durchlaucht der Oberbefehlshaber der Armeen mich angewiesen, sich an Eure Exzellenz mit der Bitte zu wenden, alle möglichen und von uns abhängigen Maßnahmen zur Freigabe von Proviant zu ergreifen mit besonderem Respekt dafür, dass viele von ihnen mehrere Tage lang überhaupt nichts gegessen haben und dass die Menschheit selbst verlangt, dass sie mit der notwendigen Nahrung versorgt werden, um den Hungertod zu verhindern.“ Noch vor Neujahr drangen die russische Truppen in Wilna ein, dann entschied Kutusow, dass auch seine Armee eine Pause brauchte. Am 10. Dezember traf Kaiser Alexander I. mit einem großen Gefolge in Wilna ein. Er äußerte sofort „bei seiner Ankunft seine Absicht, die Armee ins Ausland zu schicken“. So entstand der Ausgangspunkt der ausländischen Befreiungskampagnen der russischen Armee in ganz Europa in den Jahren 1813 und 1814, die mit der Einnahme von Paris endeten.
Im Januar 1813 wurde Konownizyn zum Kommandeur des 1. Grenadierkorps ernannt, das in der Hierarchie der russischen Armee im Kampfwert als zweitstärkes nach dem Gardekorps galt. Die erste Schlacht, an der das Grenadierkorps teilnahm, war die Schlacht bei Lützen. Diese Schlacht war die letzte aktive Tat für Konownizyn, wo er seine Truppen direkt am Schlachtfeld führte. Am 20. April 1813 wurde er bei einem Ritt um die Stellung schwer verletzt „durch eine Kugel unterhalb des Knies im linken Bein bis zum Anschlag mit Schäden an den oberen Knochen“. Alexander I. befand sich am Schlachtfeld anwesend und besuchte in der Nacht desselben 20. April den schwer verwundeten Konownizyn in einer Wohnung in Lebestedt. Für seine Behandlung in der Schlacht bei Lützen erhielt Konownizyn 25.000 Rubel. Konownizyn kehrte nach seiner Verwundung im September 1813 zur Armee zurück. Er wurde im Gefolge Alexanders I. identifiziert, während der Schlacht bei Leipzig vom 4. bis 7. Oktober stand er im Hauptquartier beim Kaiser und führte dessen Anweisungen aus und erhielt für seine bisherigen Dienste den Orden St. Wladimir 1. Klasse.
In den Jahren 1814–1815 erfüllte Konownizyn den Ehrenauftrag des Kaisers als militärischer „Mentor“ der Großfürsten Michail und Nikolai (des zukünftigen Kaisers) und begleitete sie ins Ausland. In ihrem Brief an die Großfürsten ermahnte Kaiserinmutter Maria Fjodorowna: „General Konownizyn, der bei Ihnen sein wird, wird in jeder Hinsicht respektiert und genießt vor allem den Ruf seines außerordentlichen Mutes: Befolgen Sie in einem Moment der Gefahr ohne Furcht und Zweifel seinen Rat.“
Am 12. Dezember 1815 wurde Konownizyn zum Kriegsminister ernannt und dem Staatsrat, dem Ministerkomitee und dem Senat vorgestellt. Am 1. Januar 1817 für die Arbeit und die hervorragende Vormundschaft bei der Leitung des Kriegsministeriums und die umsichtigen Befehle, die in bewussten Einsparungen erteilt wurden. Als Ausgaben für den militärischen und wirtschaftlichen Teil wurden Abzeichen verliehen, der mit Diamanten verzierte Alexander-Newski-Orden. Im Dezember 1817 wurde er zum General befördert und erhielt den Rang eines Generals der Infanterie. Am 11. Mai 1819 musste Konownitzin Alexander I. wegen gesundheitlicher Gründe um seinen Abschied bitten.
Am 25. November 1819 sandte der Kaiser ein Dekret an den Senat: „Durch besondere Vollmacht an den Kriegsminister, General der Infanterie Konownizyn, befehle ich, ihm die Inhaberschaft des 1. und 2. Pagen-Korps zu übertragen“  Im selben Jahr wurde P. P. Konownizyn in den Grafenstand erhoben.
Ende August 1822 holte man die Leiche aus seiner letzten Wohnung in St. Petersburg. An der Beerdigung nahmen die führenden Regierungsbeamten teil. Großfürst Nikolai Pawlowitsch, sein ehemaliger Schüler, beteiligte sich an der Entfernung des Sarges, der dann auf das Anwesen der Familie Konownizin – das Anwesen Kjarowo – gebracht wurde. Dort, in der Fürbittekirche, wurde P. P. Konownizyn begraben. Nach dem Tod ihres Mannes stellte Gräfin Konownizyna eine Büste von Konownizyn vor dem Haus des Kjarowo-Anwesens auf, die später in das Wohnzimmer des Hauses überführt wurde. Auf einem Marmorsockel über dem Grab in der Fürbitterkirche stellte sie ein Bild der Muttergottes auf.